# Гвиди (род)

Герб рода Гвиди

Гвиди (итал. Guidi) — итальянский дворянский род Средних веков, имел владения и влияние в Казентино и Муджелло, а также в современных провинциях Ареццо и Флоренция. Главное владение рода — замок в Поппи.

## Замки Кастелли и Гвиди
- Бывший главный замок семьи Гуиди в Поппи
- Борго Кастеллано и замок в Кастель-Сан-Никколо
- Отель Кастелло Леоне в Монтемигнио
- Замок от Капосельви в одноименной коммуны Монтеварки
- Отель Кастелло от Порсиано в одноименном Районе Сита

## Гвиди в литературе
Два графа Гвиди упоминаются в «Божественной комедии» Данте Алигьери.
- Война Гвидо (Ад, 16. Вокал, строки 37 — 39).

Он внуком был Гвальдрады именитой
И звался Гвидо Гверра, в мире том
Мечом и разуменьем знаменитый.
- Руководство Гвиди ди Ромена II (Ад, 30. Вокал, Строки 73 — 77)

Я там, в Ромене, примесью бесславил
Крестителем запечатленный сплав,
За что и тело на костре оставил.
Чтоб здесь увидеть, за их гнусный нрав,
Тень Гвидо, Алессандро иль их братца…